# Чесночник
Чесно́чник, или Чесно́чница, или Аллиа́рия (лат. Alliária) — род травянистых растений семейства Капустные (Brassicaceae), распространённых в Евразии.

## Название
Название рода происходит от латинского слова allium («чеснок», «лук») и объясняется чесночным запахом, который характерен для растёртых листьев растений.
Другие русские названия: свирепка, чесночка.

## Ботаническое описание
Двулетние травянистые растения с городчатыми листьями.
Чашелистики прямостоячие, лепестки белые. Плод — стручок, семена в стручке расположены в один ряд.

## Классификация

### Таксономия[4]
Alliaria Heist. ex Fabr., 1759, Enumeratio Methodica Plantarum: 161
Род Чесночник относится к семейству Капустные (Brassicaceae) порядка Капустоцветные (Brassicales). Кладограмма в соответствии с Системой APG IV по состоянию на июнь 2023 года:
|  |                                      |  |                                   |                                   |                     |  | ещё 16 семейств |              |               |                                                           |
|  |                                      |  |                                   |                                   |                     |  |                 |              |               | 3 подтвержденных вида и 1 таксон, ожидающий подтверждения |
|  |                                      |  |                                   | порядок Капустоцветные            |                     |  |                 |              | род Чесночник |                                                           |
|  |                                      |  |                                   | порядок Капустоцветные            |                     |  |                 |              | род Чесночник |                                                           |
|  | отдел Цветковые, или Покрытосеменные |  |                                   |                                   | семейство Капустные |  |                 |              |               |                                                           |
|  | отдел Цветковые, или Покрытосеменные |  |                                   |                                   |                     |  |                 |              |               |                                                           |
|  |                                      |  | ещё 63 порядка цветковых растений | ещё 63 порядка цветковых растений |                     |  |                 | ещё 354 рода | ещё 354 рода  |                                                           |
|  |                                      |  |                                   | ещё 63 порядка цветковых растений |                     |  |                 |              | ещё 354 рода  |                                                           |

### Виды
- Подтвержденные:
  - Alliaria brachycarpa M.Bieb. — Чесночник короткоплодный, или Чесночница короткоплодная
  - Alliaria petiolata (M.Bieb.) Cavara & Grande — Чесночник черешковый, или Чесночник черешчатый, или Чесночница черешковая, или Чесночница черешчатаяtypus[1] [syn. Alliaria officinalis Andrz. ex M.Bieb. — Чесночник лекарственный[2], или Чесночница лекарственная]
  - Alliaria taurica (Adams) V.I.Dorof.
- Ожидающие подтверждения:
  - Alliaria schizochilodes Kuntze